# 1998 aux États-Unis
Pour des articles plus généraux, voir Chronologie des États-Unis et 1998.
Chronologie des États-Unis
- 1994
- 1995
- 1996
- 1997
- 1998
- 1999
- 2000
- 2001
- 2002

Cette page concerne des événements d'actualité qui se sont produits durant l'année 1998 du calendrier grégorien aux États-Unis.

## Gouvernement
- Président : Bill Clinton
- Vice-président : Al Gore
- Secrétaire d'État : Madeleine Albright
- Chambre des représentants - Président : Newt Gingrich (Parti républicain)

## Événements
- 5 janvier : début de l'épisode de verglas massif dans le Nord-Est de l'Amérique du Nord, une période de cinq jours consécutifs au cours de laquelle une série de perturbations météorologiques avec des pluies verglaçantes cause d'importants dégâts dans l'Est du Canada, la Nouvelle-Angleterre et le Nord de l'État de New York.
- 7 janvier : déposition de Monica Lewinsky mettant en difficulté Bill Clinton dans l'affaire Paula Jones.
- 17 janvier : Bill Clinton nie, sous serment, avoir eu des relations sexuelles avec Monica Lewinsky.
- 1er mars : Electric Utility Restructuring Act. Libéralisation totale du marché de l'électricité dans l'Etat de Californie.
- 11 mai : chômage au plus bas depuis 1970 : (4,3 %).
- 27 mai : annonce d'un excédent budgétaire record (39 milliards de dollars), grâce à la faible croissance des dépenses fédérales et à d'importantes rentrées fiscales.
- 9 juin : Transportation Equity Act. Allocation par le Congrès de 21 milliards de dollars sur 5 ans destinés à la rénovation des "interstate highway" et au développement des transports en commun.
- 19-21 juin : fondation du Black Radical Congress à Chicago[1].
- 28 juillet : l'ancienne stagiaire de la Maison Blanche Monica Lewinsky obtient l'immunité transactionnelle, en échange de son témoignage devant un grand jury concernant ses relations avec le président des États-Unis Bill Clinton.
- 9 septembre : le procureur Kenneth Starr livre 36 cartons de documents, résultats de son enquête sur la liaison entre le président Bill Clinton, et une obscure stagiaire de la Maison-Blanche, Monica Lewinsky.
- 11 septembre : diffusion sur Internet du rapport sur l'affaire Monica Lewinsky.
- 23 septembre : la Federal Reserve Bank de New York organise dans l'urgence le sauvetage du hedge fund Long Term Capital Management, détenteur de plus de 100 milliards de dollars de positions sur les marchés obligataires, en quasi-faillite.
- 27 septembre : création de la société Google dans la Silicon Valley en Californie.
- 3 octobre : réunion à Washington du G7, en plein contexte de crise boursière. Mais il ne prend aucune décision concrète.
- 8 octobre : ouverture d'une procédure d'impeachment contre Bill Clinton, dans le cadre de l'affaire Lewinsky.
- 19 octobre : procès contre la firme Microsoft de Bill Gates, accusée de situation de monopole.
- 28 octobre : Promulgation du Digital Millennium Copyright Act. Le but de ce texte est de fournir un moyen de lutte contre les violations du droit d'auteur. Il vise à établir une législation de la propriété intellectuelle adaptée à l'ère numérique.
- Novembre : regain de tension entre les États-Unis et l'Irak.
- 3 novembre : les élections législatives sont marquées par une stagnation du parti républicain, qui conserve cependant la majorité au Congrès mais qui ne profite pas d'un effet Lewinski.
- Poor People's Economic Human Right Campaign (PPEHRC).

## Économie et société
- Les États-Unis consacrent 229 milliards de dollars (constant 1992) à la défense, soit 3,2 % du PIB. En 1989, les ressources consacrées à la défense étaient de 338 milliards de dollars (5,7 % du PIB). Mais dans le même laps de temps, la part des dépenses militaires américaines par rapport au reste du monde est passée de 28 % à 32 %.
- La part des dépenses de santé financées sur fonds publics a doublé depuis 1965 et représentent 46 % des dépenses totales.
- Grandes fusions : Exxon-Mobil, Citicorp-Travelers Group, NationsBank-BankAmerica, Daimler-Benz-Chrysler.
- 0,5 % du PIB d'excédent budgétaire.
- 1,5 % du PIB est consacrée à la politique pénale.

## Culture

### Cinéma

#### Films américains sortis en 1998
- Bienvenue à Gattaca, Andrew Niccol
- Il faut sauver le soldat Ryan, Steven Spielberg
- Good Will Hunting, Gus Van Sant

#### Autres films sortis aux États-Unis en 1998
- American story x tony kaye

#### Oscars
- Meilleur film :
- Meilleur réalisateur :
- Meilleur acteur :
- Meilleure actrice :
- Meilleur film documentaire :
- Meilleure musique de film :
- Meilleur film en langue étrangère :

## Naissance en 1998
- 9 janvier : Kerris Dorsey, actrice.
- 12 janvier : Nathan Gamble, acteur.
- 28 janvier : Ariel Winter, actrice et chanteuse.
- 15 février : Zachary Gordon, acteur.
- 25 mars : Ryan Simpkins, actrice.
- 6 avril : 
  - Peyton Roi List, actrice.
  - Spencer List, acteur.
- 9 avril : Elle Fanning, actrice.
- 24 avril : Ryan Whitney Newman, actrice, chanteuse et mannequin.
- 15 juin : Rachel Covey, actrice.
- 19 juin : Atticus Shaffer, acteur.
- 8 juillet : Jaden Smith, acteur et chanteur.
- 9 juillet : Robert Capron, acteur.
- 22 juillet : Madison Pettis, actrice.
- 31 juillet : Rico Rodriguez, acteur.
- 1er août : Khamani Griffin, acteur.
- 11 août : Nadia Azzi, pianiste.
- 25 août : China Anne McClain, actrice et chanteuse.
- 21 septembre : Les acteurs quadruplets Lorenzo Myrinda, Nikolas et Zachary Brino.
- 23 octobre : Amandla Stenberg, actrice.
- 28 octobre : Nolan Gould, acteur.
- 4 novembre : Darcy Rose Byrnes, actrice.
- 17 novembre : Kara Hayward, actrice.
- 23 novembre : Bradley Steven Perry, acteur.
- 15 décembre : Chandler Canterbury, acteur.
- 22 décembre : Genevieve Hannelius, actrice.

## Décès en 1998
- 30 juin : Fred Asparagus
- 1er janvier : Helen Wills, joueuse de tennis. (° 6 octobre 1905)
- 23 mars : Gerald Stano, tueur en série. (° 12 septembre 1951)